# Ptochophyle rubricata
Ptochophyle rubricata là một loài bướm đêm trong họ Geometridae.